# Johan de Standvastige
Johan van Saksen bijgenaamd de Standvastige (Meißen, 13 juni 1468 – Schweinitz, 16 augustus 1532) was van 1525 tot 1532 keurvorst van Saksen.

## Levensloop
Johan was de vijfde van zeven kinderen van keurvorst Ernst van Saksen en Elisabeth van Beieren, dochter van hertog Albrecht III van Beieren. Vanaf 1486 was hij de officiële erfgenaam van zijn broer, de kinderloze keurvorst Frederik III van Saksen, en na de dood van Frederik III in 1525 erfde Johan de titel van keurvorst. Hij droeg zijn bijnaam de Standvastige omdat hij de politiek van zijn broer resoluut voortzette.
In navolging van Frederik III stimuleerde Johan de ontwikkeling van de Reformatie. In 1527 werd het lutheranisme geïnstalleerd als de officiële staatskerk in het keurvorstendom Saksen, met de keurvorst als aartsbisschop. Ook was hij een leider van de Schmalkaldisch Verbond van Protestantse Staten die in 1530 werd opgericht om de Reformatie te beschermen. Johan stond even positief tegenover de Reformatie als zijn broer Frederik III en zijn standvastigheid en zijn moed om uit te komen voor zijn geloofsovertuiging maakten hem erg beroemd bij zijn tijdgenoten. Ook baseerde hij zijn politieke beslissingen op zijn christelijk geloof en beschouwde hij ze steeds als zeer rechtvaardig. Bij politieke zaken voelde hij echter vaak twijfel. In zijn samenwerking met landgraaf Filips I van Hessen, met wie Johan een zeer nauwe band had omdat ze dezelfde geloofsovertuiging hadden, was Filips de drijvende kracht die pleitte voor een agressievere buitenlandse politiek. Johan zelf maakte zich dan weer zorgen over de vraag of hij zich als protestant tegenover de keizer moest verdedigen.
Als beschermheer van Maarten Luther onderhield Johan een vrij nauwe, bijna vriendschappelijke band met de leidende theoloog van de protestanten. Luther liet zich vaak positief uit over Johan. Zo prees hij Johan voor zijn houding tijdens de Rijksdag van Augsburg. Als overtuigde aanhanger van het protestantse geloof zou hij zelfs protestantse theologen tegengehouden hebben om zich toegeeflijk op te stellen tegenover de keizer van het Heilige Roomse Rijk. In 1527 werd de Evangelische-Lutherse Kerk in Saksen gesticht, waarvan de bisschop de keurvorst van Saksen was. In 1529 was hij een van de vorstelijke vertegenwoordigers van de protestantse minderheid bij de Rijksdag van Spiers.
Voor zijn troonsbestijging als keurvorst van Saksen was Johan bijna veertig jaar lang hertog van Kursachsen, maar werd in deze functie vaak overschaduwd door zijn broer Frederik III, die als familiehoofd en keurvorst van Saksen vaak beslissende keuzes maakte in de politiek van Kursachsen.
In 1532 stierf Johan in de stad Schweinitz. Na zijn dood werd hij net als zijn broer Frederik III bijgezet in de Slotkerk van Wittenberg. Zijn oudste zoon Johan Frederik I volgde hem op als keurvorst. Omdat hij een belangrijke rol speelde in de Duitse Reformatie, wordt hij door de Duitse Evangelische Kerk herdacht. Zijn gedenkdag is op 16 augustus, zijn sterfdatum.

## Huwelijken en nakomelingen
Op 1 maart 1500 huwde Johan in Torgau met Sophia van Mecklenburg (1481-1503), dochter van hertog Magnus II van Mecklenburg. Ze kregen een zoon:
- Johan Frederik I (1503-1554), keurvorst en hertog van Saksen

Na de dood van Sophia hertrouwde Johan op 13 november 1513 in Torgau met Margaretha van Anhalt-Köthen (1494-1521), dochter van vorst Waldemar VI van Anhalt. Ze kregen vier kinderen:
- Maria (1515-1583), huwde in 1536 met hertog Filips I van Pommeren
- Margaretha (1518-1545), huwde in 1536 met Hans Buser, freiherr van Liestal
- Johan (1519)
- Johan Ernst (1521-1553), hertog van Saksen-Coburg

## Voorouders
| Voorouders van Johan de Standvastige | Voorouders van Johan de Standvastige                                             | Voorouders van Johan de Standvastige                                             | Voorouders van Johan de Standvastige                                       | Voorouders van Johan de Standvastige                                       | Voorouders van Johan de Standvastige                                              | Voorouders van Johan de Standvastige                                              | Voorouders van Johan de Standvastige                                              | Voorouders van Johan de Standvastige                                              |
| ------------------------------------ | -------------------------------------------------------------------------------- | -------------------------------------------------------------------------------- | -------------------------------------------------------------------------- | -------------------------------------------------------------------------- | --------------------------------------------------------------------------------- | --------------------------------------------------------------------------------- | --------------------------------------------------------------------------------- | --------------------------------------------------------------------------------- |
| Overgrootouders                      | Frederik I van Saksen (1370-1428) ∞ Catharina van Brunswijk-Lüneburg (1395-1442) | Frederik I van Saksen (1370-1428) ∞ Catharina van Brunswijk-Lüneburg (1395-1442) | Ernst I van Oostenrijk (1377–1424) ∞ Cymburgis van Mazovië (1394–1429)     | Ernst I van Oostenrijk (1377–1424) ∞ Cymburgis van Mazovië (1394–1429)     | Ernst van Beieren (1373-1438) ∞ Elisabetta Visconti (1374-1432)                   | Ernst van Beieren (1373-1438) ∞ Elisabetta Visconti (1374-1432)                   | Erik I van Brunswijk-Grubenhagen (1383–1427) ∞ Elisabeth van Brunswijk-Göttingen  | Erik I van Brunswijk-Grubenhagen (1383–1427) ∞ Elisabeth van Brunswijk-Göttingen  |
| Grootouders                          | Frederik II van Saksen (1412–1464) ∞ Margaretha van Oostenrijk (1416-1486)       | Frederik II van Saksen (1412–1464) ∞ Margaretha van Oostenrijk (1416-1486)       | Frederik II van Saksen (1412–1464) ∞ Margaretha van Oostenrijk (1416-1486) | Frederik II van Saksen (1412–1464) ∞ Margaretha van Oostenrijk (1416-1486) | Albrecht III van Beieren (1401-1460) ∞ Anna van Brunswijk-Grubenhagen (1415-1474) | Albrecht III van Beieren (1401-1460) ∞ Anna van Brunswijk-Grubenhagen (1415-1474) | Albrecht III van Beieren (1401-1460) ∞ Anna van Brunswijk-Grubenhagen (1415-1474) | Albrecht III van Beieren (1401-1460) ∞ Anna van Brunswijk-Grubenhagen (1415-1474) |
| Ouders                               | Ernst van Saksen (1431–1468) ∞ Elisabeth van Beieren (1443-1484)                 | Ernst van Saksen (1431–1468) ∞ Elisabeth van Beieren (1443-1484)                 | Ernst van Saksen (1431–1468) ∞ Elisabeth van Beieren (1443-1484)           | Ernst van Saksen (1431–1468) ∞ Elisabeth van Beieren (1443-1484)           | Ernst van Saksen (1431–1468) ∞ Elisabeth van Beieren (1443-1484)                  | Ernst van Saksen (1431–1468) ∞ Elisabeth van Beieren (1443-1484)                  | Ernst van Saksen (1431–1468) ∞ Elisabeth van Beieren (1443-1484)                  | Ernst van Saksen (1431–1468) ∞ Elisabeth van Beieren (1443-1484)                  |
| Johan de Standvastige (1468–1532)    |                                                                                  |                                                                                  |                                                                            |                                                                            |                                                                                   |                                                                                   |                                                                                   |                                                                                   |